# Grande Prêmio da Itália de 1956
Resultados do Grande Prêmio da Itália de Fórmula 1 realizado no Autódromo Nacional de Monza em 2 de setembro de 1956. Oitava e última etapa do campeonato, foi vencida pelo britânico Stirling Moss e nela o argentino Juan Manuel Fangio angariou o título de tetracampeão mundial graças, em parte, à fidalguia de Peter Collins.

## Classificação da prova
| Pos. | Nº | Piloto                                 | Construtor     | Voltas | Tempo/Diferença      | Grid | Pontos |
| ---- | -- | -------------------------------------- | -------------- | ------ | -------------------- | ---- | ------ |
| 1    | 36 | Stirling Moss                          | Maserati       | 50     | 2:23:41.3            | 6    | 9      |
| 2    | 26 | Peter Collins Juan Manuel Fangio       | Ferrari        | 50     | + 5.7                | 7    | 3      |
| 3    | 4  | Ron Flockhart                          | Connaught-Alta | 49     | + 1 volta            | 26   | 4      |
| 4    | 38 | Paco Godia                             | Maserati       | 49     | + 1 volta            | 18   | 3      |
| 5    | 6  | Jack Fairman                           | Connaught-Alta | 47     | + 3 voltas           | 16   | 2      |
| 6    | 40 | Luigi Piotti                           | Maserati       | 47     | + 3 voltas           | 15   |        |
| 7    | 14 | Toulo de Graffenried                   | Maserati       | 46     | + 4 voltas           | 19   |        |
| 8    | 22 | Juan Manuel Fangio Eugenio Castellotti | Ferrari        | 46     | + 4 voltas           | 1    |        |
| 9    | 12 | André Simon                            | Gordini        | 45     | + 5 voltas           | 25   |        |
| 10   | 42 | Gerino Gerini                          | Maserati       | 42     | + 8 voltas           | 17   |        |
| 11   | 44 | Roy Salvadori                          | Maserati       | 41     | + 9 voltas           | 14   |        |
| Ret  | 28 | Luigi Musso                            | Ferrari        | 47     | Problemas na direção | 3    |        |
| Ret  | 46 | Umberto Maglioli Jean Behra            | Maserati       | 42     | Problemas na direção | 13   |        |
| Ret  | 18 | Harry Schell                           | Vanwall        | 32     | Transmissão          | 10   |        |
| Ret  | 32 | Jean Behra                             | Maserati       | 23     | Magneto              | 5    |        |
| Ret  | 48 | Bruce Halford                          | Maserati       | 16     | Motor                | 22   |        |
| Ret  | 20 | Maurice Trintignant                    | Vanwall        | 13     | Transmissão          | 11   |        |
| Ret  | 16 | Piero Taruffi                          | Vanwall        | 12     | Vazamento de óleo    | 4    |        |
| Ret  | 24 | Eugenio Castellotti                    | Ferrari        | 9      | Pneus                | 2    |        |
| Ret  | 34 | Luigi Villoresi Jo Bonnier             | Maserati       | 7      | Motor                | 8    |        |
| Ret  | 10 | Robert Manzon                          | Gordini        | 7      | Chassis              | 23   |        |
| Ret  | 30 | Alfonso de Portago                     | Ferrari        | 6      | Pneus                | 9    |        |
| Ret  | 2  | Les Leston                             | Connaught-Alta | 6      | Suspensão            | 20   |        |
| Ret  | 8  | Hermano da Silva Ramos                 | Gordini        | 3      | Motor                | 21   |        |
| DNS  | 50 | Wolfgang von Trips                     | Ferrari        |        | Acidente nos treinos |      |        |